# Volo Mexicana 940
Il volo Mexicana 940 era un volo passeggeri di linea internazionale da Città del Messico, in Messico, a Los Angeles, negli Stati Uniti d'America, con scali intermedi a Puerto Vallarta e Mazatlán, Messico. Il 31 marzo 1986, un Boeing 727-200 operante il volo precipitò contro El Carbón, una montagna nell'aspra catena montuosa della Sierra Madre Occidentale, a Nord-Ovest di Città del Messico, provocando la morte di tutti i presenti a bordo. Con 167 vittime, l'incidente del volo 940 è il peggior disastro aereo avvenuto sul suolo messicano e quello con più vittime che coinvolge un Boeing 727.

## L'aereo
Il velivolo coinvolto nell'incidente era un Boeing 727, marche XA-MEM, numero di serie 22414, numero di linea 1748. Prima di entrare nella flotta di Mexicana de Aviacion il 18 maggio 1981, operò per Braniff International Airways. Era spinto da 3 motori turboventola Pratt & Whitney JT8D-17R.

## L'equipaggio
L'aereo era pilotato dal comandante Carlos Guadarrama Sistos, un esperto messicano con oltre 15 000 ore di esperienza di volo. Il primo ufficiale era Pillip L. Piaget Rohrer e l'ingegnere di volo era Ángel Carlos Peñasco Espinoza. L'equipaggio di otto persone comprendeva cinque assistenti di volo. La moglie, un'assistente di volo in pensione, e i figli del comandante erano tra i 159 passeggeri a bordo.

## L'incidente

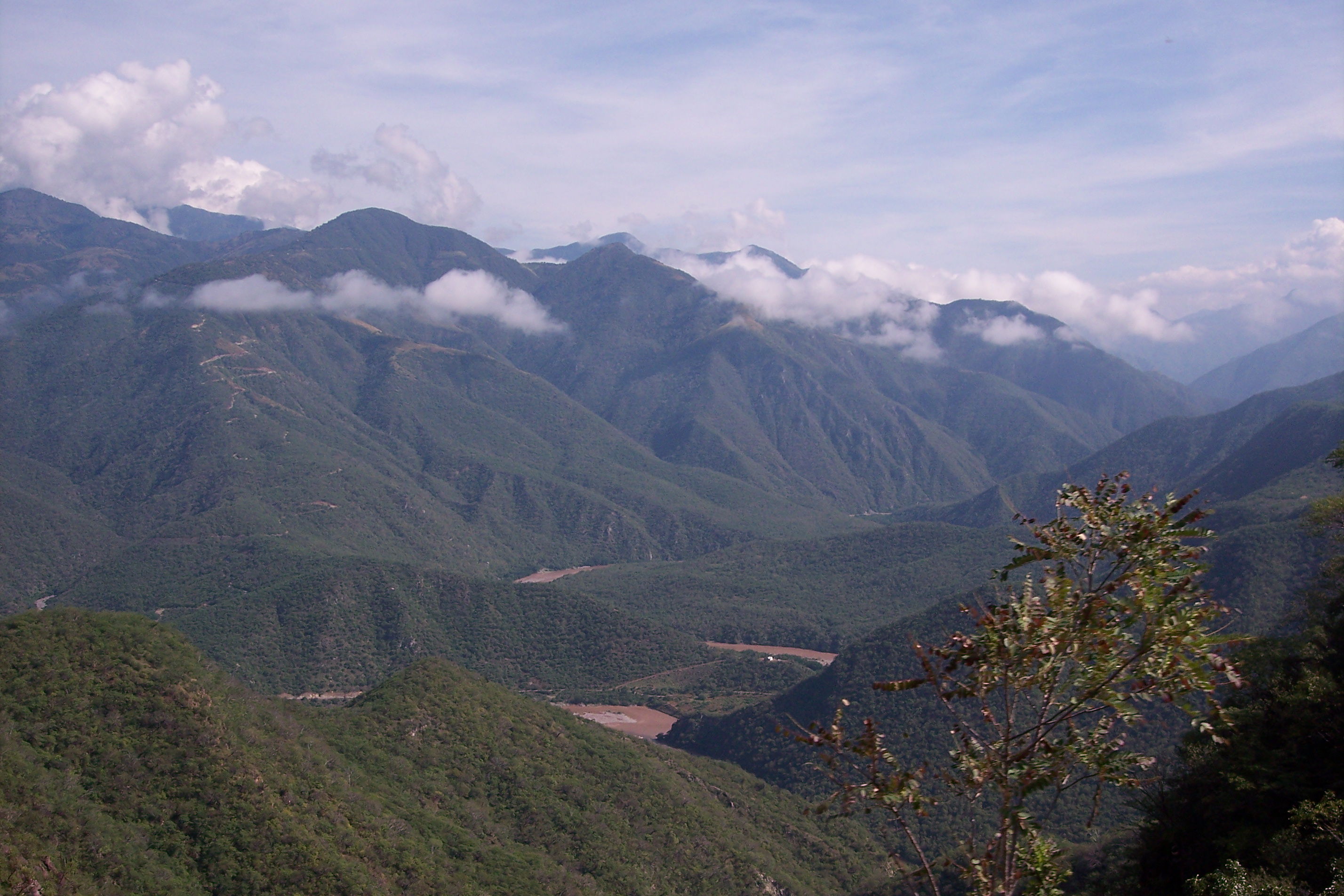
La Sierra Madre Occidentale, la catena montuosa sulla quale si verificò l'incidente.

Alle 08:50 ora locale, l'aereo decollò dall'aeroporto internazionale Benito Juárez in rotta verso l'aeroporto internazionale di Los Angeles con scali programmati a Puerto Vallarta e Mazatlán. Il 727 trasportava 147 messicani (139 passeggeri e 8 membri dell'equipaggio), 8 francesi, 6 statunitensi, 4 svedesi e 2 canadesi.
Alle 09:05, quindici minuti dopo il decollo, un'esplosione scosse la fusoliera. Il capitano Guadarrama e l'equipaggio nella cabina di pilotaggio, rendendosi conto che l'aereo tremava troppo, dichiararono un'emergenza e chiesero di tornare a Città del Messico per un atterraggio di emergenza. Tuttavia, l'aereo si schiantò contro il monte El Carbón, vicino alla città di Maravatío, Michoacán, si spezzò in due parti e scoppiò in fiamme. Tutti i 167 occupanti morirono nell'impatto. Tra le vittime c'erano due scout per il film horror Predator. Testimoni oculari riferirono alle autorità dettagli sull'incidente. La polizia locale e l'esercito messicano furono inviati sul luogo dell'accaduto.

## Le indagini
Inizialmente, due gruppi terroristici mediorientali rivendicarono la responsabilità di questo incidente, insieme al bombardamento del volo TWA 840, che ebbe luogo solo due giorni dopo. Una lettera anonima firmata da quei gruppi affermava che una missione suicida aveva sabotato l'aereo per rappresaglia contro gli Stati Uniti. Tuttavia, il sabotaggio venne successivamente respinto come causa dell'incidente. Le indagini furono condotte dal National Transportation Safety Board degli Stati Uniti e dalle autorità aeronautiche messicane, che scoprirono che la causa dell'incidente fu lo pneumatico del carrello di atterraggio centrale era stato riempito di aria compressa, invece che di azoto. Inoltre, presentava alcuni segni di surriscaldamento che gli investigatori scoprirono essere stati causati da un malfunzionamento del freno del carrello di atterraggio. Venne ritenuto che la causa dell'incendio a bordo fosse stata la rottura delle linee di carburante dovuta all'esplosione dello pneumatico.

## Conseguenze
Il personale di manutenzione di Mexicana venne accusato di negligenza e di aver riempito lo pneumatico con aria compressa, anziché azoto. L'incidente rimane il disastro aereo con più vittime della storia messicana e il peggiore che coinvolse un Boeing 727.